# Nikolai Dening
Nikolai Jakowlewitsch Dening (russisch Николай Яковлевич Денинг; deutsch Döning; * 23. Juli 1951 im Dorf Tonkoschurowka, Gebiet Nordkasachstan, UdSSR; † 25. September 2021) war ein kasachischer Politiker deutscher Abstammung. Dening war von April 2004 bis zu seiner Pensionierung im Juni 2011 Bürgermeister der kasachischen Stadt Rudny. Er war Mitglied der Partei Nur Otan.

## Leben
Im Jahr 1972 absolvierte Dening das Landwirtschaftliche Institut in Zelinograd (heute Astana) mit der Spezialisierung auf Rechnungswesen für Landwirtschaft. Von 1972 bis 1973 diente er in der sowjetischen Armee. Danach war er unter anderem als Chefökonom in der Region Kökschetau tätig. Von 1991 bis 1992 war er erster Sekretär der Kommunistischen Partei Kasachstans in einem Bezirk der Region Kökschetau.
Nach der Unabhängigkeit Kasachstan von der Sowjetunion wurde er von 1997 bis 1999 Vorsitzender des Ministeriums für Landwirtschaft des Gebietes Nordkasachstan. Bis 2004 war er schließlich Bürgermeister der Stadt Stepnogor. Vom 30. April 2004 bis zum 12. Juni 2011 war er Bürgermeister der Stadt Rudny.
Er starb am 25. September 2021 im Alter von 70 Jahren.